# Francesc Jaume Jaubert de Paçà
Francesc Jaubert de Paçà, baró de Paçà (Ceret, 24 d'abril del 1785 - Perpinyà, 16 de setembre del 1856), va ser un agrònom, hidròleg, escriptor i polític nord-català  que publicà diversos estudis, especialment d'irrigació.

## Biografia
Era fill de Pierre Jaubert de Passa, advocat a Ceret, i de Catherine Vilar. Estudià al col·legi militar de Tournon i al Prytanée d'on sortí com a sotstinent destinat al 12è regiment de Dragons; el seu pare, però, obtingué que renunciés a la carrera militar. Això si, l'autoritzà a romandre a París, a fi de completar la seva formació, i a la ciutat de la Llum compaginà els estudis a l'Académie de Législation amb els de l'Escola de Medicina i els de l'Acadèmia de Belles Arts (dirigida pel gran David). Amb els coneixements adquirits pogué inscriure's al registre d'advocats i l'Acadèmia de Dibuix li atorgà la medalla d'artista.
Gràcies a les seves qualitats naturals, i també als contactes fets durant el seu període formatiu, fou nomenat auditor del Consell d'Estat (per decret de l'11 de gener del 1806) i sotsprefecte de Perpinyà (1812). Un cop retirat de la política, es dedicà a estudiar la legislació dels sistemes d'irrigació per compte de la Société Royale d'Agriculture de Paris, i alguns dels seus treballs de documentació es publicaren a la seva obra cabdal, el Voyage en Espagne dans les années... (1823). És un tractat sobre els sistemes tradicionals d'irrigació a Catalunya i al País Valencià, on descriu l'aprofitament i control de les aigües dels diversos rius de la zona: Ter, Besòs, Llobregat, Francolí, Ebre (en la part del canal de Tortosa), Segre (en la part del canal d'Urgell), Millars, Túria i Xúquer, però on també feu de passada un retrat de la gent i llocs que conegué. L'interès del tema fèu que la Societat Econòmica d'Amics del País de València oferís una recompensa a la millor traducció del Voyage... al castellà; guanyà el premi Joan Fiol, i la Societat publicà la traducció amb el títol Canales de riego de Cataluña y reino de Valencia: leyes y costumbres que los rigen, reglamentos y ordenanzas de sus principales acequias (Valencia: impr. Benito Monfort, 1844). Com el títol indica, a l'edició original se li havia afegit un apèndix normatiu de les séquies valencianes principals. Jaubert va ser autor d'altres estudis sobre irrigació a l'antiguitat i a França, i d'altres treballs de caràcter més general sobre la història i la llengua catalanes. El fet de ser catalanoparlant l'ajudà decisivament en aquests estudis.
Prova del prestigi de què gaudia Jaubert, el 1828 el príncep Woronzof, governador general de Crimea, li oferí el càrrec de director general d'agricultura a Odessa i, el mateix any, una comissió de savis de l'Institut de France el proposà per ocupar la càtedra d'agricultura del Museu Nacional d'Història Natural de França, al Jardí de les Plantes a París. El 1840 hom li oferí el càrrec d'inspector agrícola a l'Àfrica. Profundament bolcat en la seva terra, i possiblement amb una certa coerció de la seva esposa, que no volia desplaçar-se, rebutjà totes aquestes ofertes tan prestigioses. El 1830 va ser elegit per al Consell General dels Pirineus Orientals, que presidí del 1848 al 1852; hi fou reelegit successivament fins al seu traspàs el 1856.
Rebé en vida diverses distincions, com la Legió d'Honor, que li fou atorgada l'11 d'agost del 1823. Va ser elegit membre de diverses Acadèmies: la Société royale et centrale d'Agriculture, la Société royale des Antiquaires, la Societat linneana de París, l'acadèmia de Tolosa de Llenguadoc i la Sociedad Económica de Amigos del País de València. El 3 de gener del 1824 va ser admès com a soci corresponent de la secció d'economia rural de l'Académie des Sciences de l'Institut de France. Va ser un dels fundadors de la Societat Agrícola, Científica i Literària de Perpinyà. L'historiador Felip Torreilles n'estudià les memòries i la correspondència i, més modernament, diversos especialistes han revisat i editat textos seus. La seva gran biblioteca, un gran arxiu amb centenars de llibres i manuscrits i la seva correspondència es conserven al monestir del Camp, propietat de la família, on és enterrat.

## Obres
- «Mémoire sur les cours d'eau et les canaux d'arrosage des Pyrénées-Orientales». Mémoires de la Société royale et centrale d'agriculture, II, 1820. Extret: Paris: impr. de Mme Huzard, 1821
- «Notice historique sur la ville et le comté d'Empurias». Mémoires de la Société royale des antiquaires de France, V, 1823. «exemplar digitalitzat».
  -  Notice historique sur la ville et le comté d'Empurias de Francesc Jaubert de Paçà : presentació i facsímil de l'edició de 1823.  Girona: Institut d'Estudis Gironins, 2000.
- Voyage en Espagne, dans les années 1816, 1817, 1818, 1819, ou Recherche sur les arrosages, sur les lois et coutumes qui les régissent...  París: Mme Huzard, 1823. «exemplar digitalitzat».
  -  Souvenirs du voyage... [edició moderna].  Perpinyà: Société agricole scientifique et littéraire des Pyrénées Orientales, 1998.
  -  Canales de riego de Cataluña y Reino de Valencia, leyes y costumbres que los rigen.  Valencia: Sociedad de Amigos del País, 1844. «text digitalitzat».
  - Romero González, Juan; Mateu Bellés, Joan F. (editors). Canales de riego de Cataluña y reino de Valencia.  Madrid - València: Ministerio de Agricultura. Pesca y alimentación. Secretaría General Técnica - Universitat de València, 1991. ISBN 8474798981.
- «Recherches historiques sur la langue catalane». Mémoires de la Société Royale des Antiquaires de France, VI, 1824, pàg. 297-431. Extret: París: Smith, 1824
  - Prat, Enric (estudi); Vila, Pep (estudi). Recherches historiques sur la langue catalane (1824).  Canet de Rosselló: El Trabucaire, 2001. ISBN 2912966418.
- «Traduction de la parabole de l'Enfant prodigue en langue catalane du departement des Pyrenees-Orientales». Memoires de la Societe royale des antiquaires de France, 1824, pàg. 507.
- «Essai historique sur les Gitanos». Nouvelles Annales des Voyages, vol.3, 1827, pàg. 289-362. Extret: Paris, 1827
- «Mélanges sur les langues, dialectes et patois». Mémoires de la Société Royale des Antiquaires de France, 1831.
- Recherches historiques et géographiques sur la montagne de Roses et le cap de Creus.  París: Gide, 1833.
  - Vila, Pep (editor). Recherches historiques et géographiques sur la montagne de Roses et le Cap de Creus (1833).  Girona: Institut d'Estudis Gironins, 2007. ISBN 8486953286.
  - Vila, Pep (editor i traductor). Recerques històriques i geogràfiques sobre la muntanya de Roses i el Cap de Creus.  Roses: Roses Publicacions Municipals, 2010. ISBN 9788460651871.
- Payrou, Brígida; Vila, Pep «Un manuscrit inèdit de F. Jaubert de Paçà: "Notice sur la langue catalane" (1833)». Llengua i literatura, 3, 1988-1989, pàg. 459-480. (edició moderna d'un original inèdit en vida de l'autor)
- «Origine du proverbe catalan: plus fin que le c. de maitre Vidal». Le Publicateur des P.O., 19, 1835.
- «Mémoire sur la culture du chêne-liège, sur la récolte et la fabrication du liège». Mémoires de la Société royale et centrale d'agriculture, 1836. Extret: Paris: s.n., 1836
- «Recherches historiques sur la Catalogne». France departamentale, Revue de la Province, VI 1 i 2, 1839.
- «Expédition du roi de France Philippe le Hardi en Catalogne. Chronique Catalane'». France départamentale, Revue de Province, VI, 1839.
- Recherches sur les arrosages chez les peuples anciens.  París: Vve Bouchard-Huzard, 1846-1847.
  -  Recherches historiques... [edició facsímil].  Plan-de-la-Tour: Éditions d'Aujourd'hui, 1981. ISBN 2730702628.

### Inèdites
- Mémoire sur la culture de l'olivier
- Mémoire sur le mûrier
- Carte marine des côtes de la Méditerranée espagnole
- Une famille catalane en 1710
- Isidro
- Marie de Montpellier
- Mémoire historique sur le cloître du Monastir, et les monuments roussillonnais
- Mémoire sur les pasquiers et les forêts de l'Etat
- Mes souvenirs 1848-1853, manuscrit